# ニコロ・フォンタナ・タルタリア

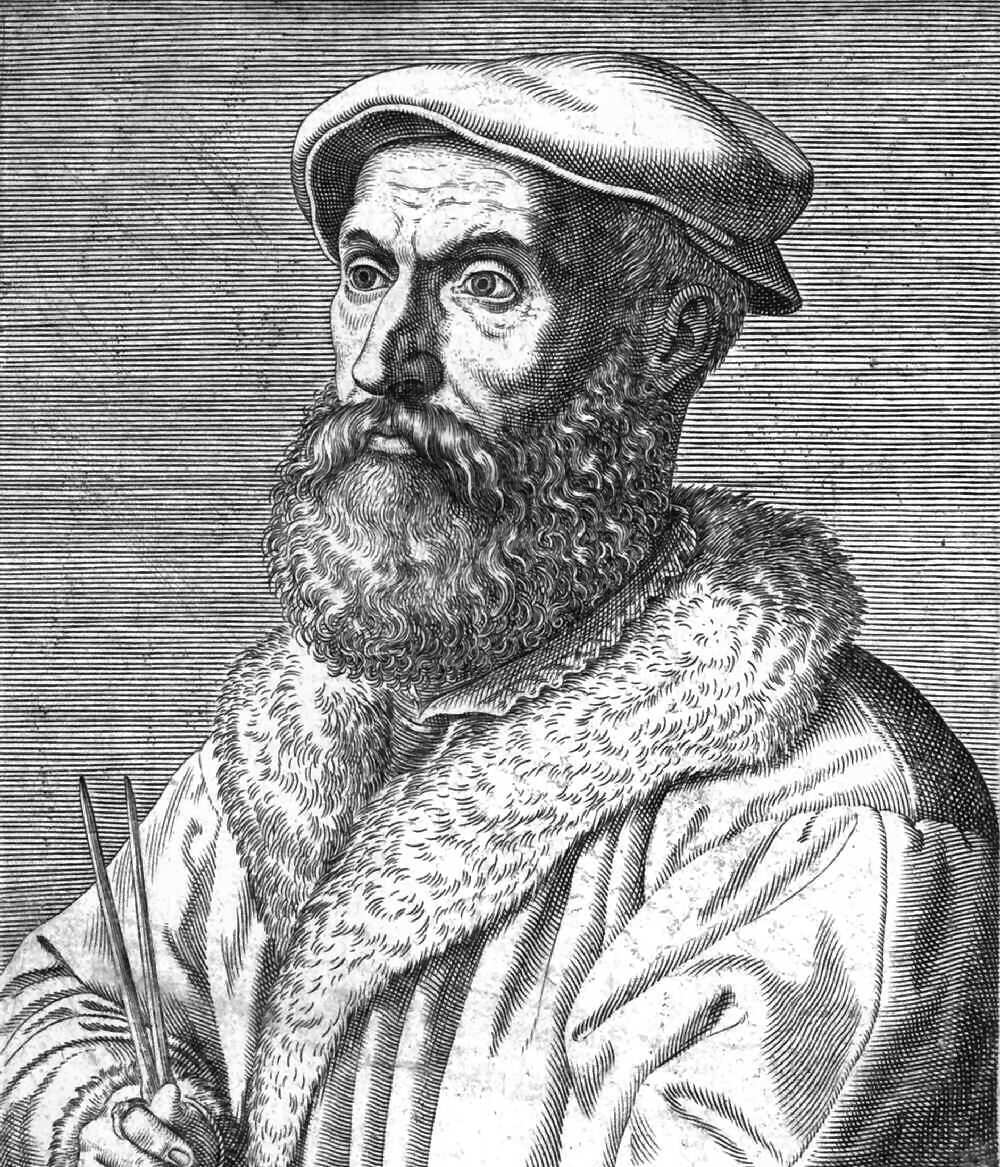
ニコロ・フォンタナ・タルタリア

ニコロ・フォンタナ・”タルタリア”（Niccolò Fontana "Tartaglia"、1499年または1500年-1557年12月13日）はイタリアの数学者、工学者、測量士。ヴェネツィア共和国の簿記係でもあった。アルキメデスやユークリッドの初めてのイタリア語訳を含む多くの著書を著し、数学関係の編集の分野で高く評価された。タルタリアは、史上初めて数学による大砲の弾道計算を行ったので弾道学の祖とされる。彼の導いた弾道は現代の理論からすれば誤りだが、45°の角度で射出した際に最も遠くに到達することは正しく導いた。
ガリレオ・ガリレイは彼の孫弟子である。タルターリアとも。なお後述するように「タルタリア」は生後につけられた渾名である。

## 生涯

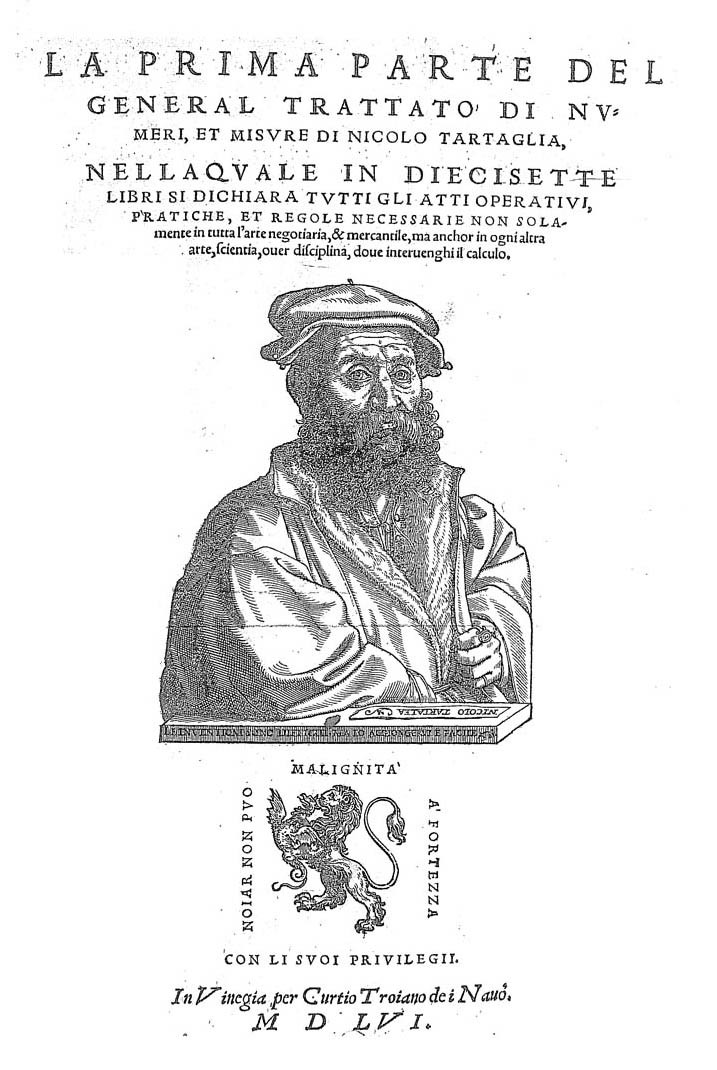
General trattato de' numeri et misure, 1556

ニコロは配達人であったミケーレ・フォンタナの息子としてブレシアの貧しい家に生まれた。1505年、ミケーレが亡くなり、ニコロと2人の兄弟、母が残された。1512年にはカンブレー同盟戦争でフランス軍がブレシアに侵攻し、さらなる悲劇を経験した。ブレシア軍は7日間に渡って街を守ったが、フランス軍がついに侵攻に成功すると、街の人達は虐殺された。戦争の終わりには、45000人を超える住民が殺されていた。ニコロの顎と口蓋もフランス軍によって切り落とされた。これによって、ニコロは普通には話せなくなり、「タルタリア（どもり）」というニックネームが付けられた。
タルタリアは、資金が尽きる前に家庭教師からアルファベットをKまで習っただけであり、残りのLから先の文字は、墓石に刻まれた文字を手本に学んだという逸話がある。いずれにしても、彼は本質的に独学だった。
1535年の初めごろ、アントニオ・マリア・フィオールに数学の公開論戦を申し込まれ、これを受諾した。三次方程式の問題を互いに30問出し合い、30日後に多く解けた方が勝ちとした。タルタリアはこれに勝利し、名声を高めた。一方のフィオールのその後についてはほとんど知られていない。
1537年には『新科学 Nova Scientia』という本の中で、弾道学の研究の成果を発表した。
彼が1543年に編集したユークリッド原論の初めての近代ヨーロッパ語訳となった本はとても重大なものであった。2世紀の間、ヨーロッパではアラビア語版から訳したラテン語版を使ってユークリッド幾何学が教えられていた。タルタリア編集のものはギリシア語版を元にしたものであった。彼はまたその理論に初めて近代的なコメントを付けた。この理論はタルタリアの弟子だったオスティリオ・リッチによって天文学の父として知られるガリレオに教えられ、ガリレオの研究に不可欠な道具となった。

## 三次方程式の解法
タルタリアは、今日ではジェロラモ・カルダーノとの対立でよく知られる。タルタリアは1535年ごろ三次方程式の解法を発見したといわれ、この解法をタルタリアに断りなく発表したカルダーノとの間に争いが生じた。
1535年、三次方程式の数学試合で有名になったタルタリアの元に解法を教えてほしいという人が殺到していた。カルダーノは、出版しないことを条件にタルタリアの三次方程式の解法を伝授された。数年後、独力でタルタリアと同じ解法に辿り着いたシピオーネ・デル・フェッロの未発表の論文を弟子のルドヴィコ・フェラーリと共に目にした。その未発表論文はタルタリアのものより前に書かれていたため、カルダーノは約束は無効と判断し、1545年にニュルンベルクで発表された著書『偉大なる術（アルス･マグナ）』に載せた。カルダーノが自分の名前で解法を発表したことを知り、タルタリアは激怒した。
フェッロとタルタリアの発見であることを明記した上での公表だったものの、タルタリアの怒りは収まらず、タルタリアは数学の公開試合を申し込む。しかし、カルダーノはこれを受けず、代わりに弟子のフェラーリと試合を行うことになった。勝敗については諸説あり、フェラーリが大勝した説やフェラーリの遅刻で無効試合になった説などがある。現在、三次方程式の解法は「カルダノの公式」と称されている。

## タルタリアの公式
タルタリアは、4つの頂点の間の距離を用いて三角錐の体積を表すタルタリアの公式を考案したことでも知られる。
{\displaystyle V^{2}={\frac {1}{288}}\det {\begin{bmatrix}0&d_{12}^{2}&d_{13}^{2}&d_{14}^{2}&1\\d_{21}^{2}&0&d_{23}^{2}&d_{24}^{2}&1\\d_{31}^{2}&d_{32}^{2}&0&d_{34}^{2}&1\\d_{41}^{2}&d_{42}^{2}&d_{43}^{2}&0&1\\1&1&1&1&0\end{bmatrix}}}
ここで{\displaystyle d_{ij}}は頂点{\displaystyle i}と{\displaystyle j}との間の距離を表す。これは三角形におけるヘロンの公式を一般化したものである。

## タルタリアの三角形
二項係数を得るパスカルの三角形は、別名をタルタリアの三角形ともいう。
{\displaystyle 1+2=3}
{\displaystyle 4+5+6=7+8}
{\displaystyle 9+10+11+12=13+14+15}
…
と無限に続く足し算の等式も同じ名で呼ばれる。上から n 段目の等式の左端は n2 （平方数）、中央は n(n + 1) （矩形数）である。n2 を n 個の n に、または n(n + 1) を n 個の n + 1 に分け、左辺のその他の項に加えれば右辺の項を得る。等式の値3, 15, 42,・・は n 番目の三角数（1から n までの和）の 2n + 1 倍、四角錐数（1から n までの自乗和）の3倍であり、奥行き、幅、高さが n, n + 1/2, n + 1 の直方体の体積に等しい。1段目から n 段目までの総和は、1から n までの立方和（n 番目の三角数の自乗）の 1 + 2/n 倍であり、連続三角数の積である。1 の代わりに任意の自然数 n から始めても同種の三角形を作ることができるが、各段の両辺の項数は 1 の場合の 2n - 1 倍、等式の値は (2n - 1)2 倍となる。
{\displaystyle 3^{2}+4^{2}=5^{2}}
{\displaystyle 10^{2}+11^{2}+12^{2}=13^{2}+14^{2}}
{\displaystyle 21^{2}+22^{2}+23^{2}+24^{2}=25^{2}+26^{2}+27^{2}}
…
と無限に続く自乗和の等式も同じ名で呼ばれる。上から n 段目の等式は 2n 番目の（六角数でない）三角数から 2n + 1 個の連続数の自乗項を左辺で n + 1 個、右辺で n 個足したものである。左端は n2 と (2n + 1)2 の積であり、中央は 2n(n + 1) の自乗である。左端の (2n + 1)2 は等号を挟んだ二項の自乗前の和に等しいため、 n2 を1から 2n - 1 までの連続奇数和に変形して左辺のその他の項に逆順で分配すれば、右辺の各項に等しくなる。これを図形的に見れば、左端の平方数を表す一辺が n(2n + 1) の正方形を長さが (2n + 1)2 、幅が n2 の長方形に等積変形した上で幅が1, 3, 5,・・2n - 1 の長方形に分割し、直角に折り曲げて左辺のその他の項を表す正方形の2辺に付加して右辺の正方形を作ることに相当する。また、中央の 2n(n + 1) は n 番目の三角数の4倍であるため、自乗の一方を4から 4n まで連続する4の倍数の和に変形して左辺のその他の項に逆順で分配してもよい。これを図形的に見れば、一辺が 2n(n + 1) の正方形を幅が1, 2, 3,・・n の長方形4個ずつ 4n 個に分割し、左辺のその他の項を表す正方形の4辺に付加して右辺の正方形を作ることに相当する。または長さが 4n(n + 1), 幅が n(n + 1) の長方形に等積変形した上で幅が2, 4, 6,・・2n の長方形に分割し、直角に折り曲げてその他の正方形の2辺に付加すると考えてもよい。等式の値25, 365, 2030,・・は n 番目の四角錐数の 12n(n + 1) + 1 倍であり、奥行き、幅、高さ等が n, n + 1/2 - 1/√6, n + 1/2, n + 1/2 + 1/√6, n + 1 の5次元超直方体の超体積の4倍に等しい。この値は1から n までの立方和の 16(n + 1/2) 倍と n 番目の四角錐数の和にも等しく、1から n までの4乗和（n 番目の四角錐数の {3n(n + 1) - 1}/5 倍）の20倍と n 番目の四角錐数の5倍の和にも等しい。1段目から n 段目までの総和は、足し算の三角形のそれの1/3（即ち1番目から n 番目までの四角錐数の総和）の 8n(n + 2) + 1 倍である。
{\displaystyle 1^{2}+1*3=2^{2}}
{\displaystyle 6^{2}+7^{2}+6*10=8^{2}+9^{2}}
{\displaystyle 15^{2}+16^{2}+17^{2}+15*21=18^{2}+19^{2}+20^{2}}
…
上記のように自乗和の三角形から漏れた数にも、足し算の三角形と興味深い関係がある。即ち 2n - 1 番目の三角数（n 番目の六角数）から 2n 個の連続数の n 個ずつの自乗和の差は、足し算の三角形の1段目から 2n - 1 段目までの総和に等しく、連続三角数の積である。例えば 62 + 72 と 82 + 92 の差60は足し算の三角形の1段目から3段目までの総和に等しく、 6 × 10 である。上から n 段目の等式の値は 4n(n + 1/2)(n - 1/2)(n2 + n/2 - 1/6) であり、1段目から n 段目までの総和は n(n + 1)(40n4 + 104n3 + 31n2 - 51n - 4)/60 である。n 段目の連続三角数の積は等号の右の平方数と足し算の三角形の n 段目の左端の平方数の差に等しいため、下記のようにも表現できる。
{\displaystyle 1^{2}=1^{2}}
{\displaystyle 6^{2}+7^{2}=2^{2}+9^{2}}
{\displaystyle 15^{2}+16^{2}+17^{2}=3^{2}+19^{2}+20^{2}}
…
または
{\displaystyle 1^{2}={\frac {2}{2}}}
{\displaystyle 6^{2}+7^{2}={\frac {8}{2}}+9^{2}}
{\displaystyle 15^{2}+16^{2}+17^{2}={\frac {18}{2}}+19^{2}+20^{2}}
…
上から n 段目の等式の値は 4n(n + 1/2)(n - 1/2)(n2 - n/2 - 1/6) であり、1段目から n 段目までの総和は n(n + 1)(40n4 + 56n3 - 41n2 - 39n + 14)/60 である。

## タルタリアの問題
次の問題は「タルタリアの問題」と言われている。
ある商人が牧場を通った。商人は番人に、ここの羊は何頭いるかと尋ねた。すると番人は「2頭ずつ数えても、3頭ずつ数えても、4頭ずつ数えても、5頭ずつ数えても、6頭ずつ数えても1頭余るが、7頭ずつ数えるとぴったりだ」と答えた。羊は何頭いるか。
この答えは 301 + 420n （nは0を含む自然数）となる。